# Österhaninge
Österhaninge é uma área urbana localizada no Município de Haninge  localizada no condado de  Estocolmo, Suécia. É o local de nascimento do ex-primeiro-ministro da Suécia Fredrik Reinfeldt, do músico de black metal Per Ohlin e do jogador de hóquei Kristian Huselius.